# Parencyrtus brasiliensis
Parencyrtus brasiliensis är en stekelart som beskrevs av William Harris Ashmead 1900. Parencyrtus brasiliensis ingår i släktet Parencyrtus och familjen sköldlussteklar. Inga underarter finns listade i Catalogue of Life.